# Якимив, Андрей Андреевич
Андре́й Андре́евич Яки́мив (укр. Андрій Андрійович Якимів; род. 15 июня 1997, Червоноград, Львовская область) — украинский футболист, полузащитник клуба «Левый берег».

## Биография
Воспитанник львовского УФК. С 2014 по 2016 годы был игроком молодёжного и юношеского состава львовских «Карпат». В 2016 году перешёл в клуб Премьер-лиги «Сталь» (Каменское). В первом матче за новую команду забил гол в ворота «Зари», который был признан лучшим в первом туре чемпионата Украины. Сайт Footboom.com назвал его одним из открытий первой части сезона 2017/18 в УПЛ.
В июле 2018 года подписал контракт с черниговской «Десной»